# Weimari háromszög
A weimari háromszög vagy weimari együttműködés Németország, Franciaország és Lengyelország vezetőinek 1991 óta létező konzultációs fóruma, melyet az államok vezetőinek esetenkénti csúcstalálkozói, illetve éves külügyminiszteri és egyéb alacsony szintű találkozói valósítanak meg.
A három ország nem sokkal a hidegháború lezárulta után alapította meg a csoportosulást, azzal a céllal, hogy elősegítsék az európai értékeken alapuló jószomszédi együttműködést.
Az Európai Unió 2004-es bővítése után a weimari együttműködés fokozatosan egyenlő partnerek európai szintű politikai tárgyalási fórumává alakult át. Hatásos lobbieszköz volt a lengyel euroatlanti integrációhoz (NATO-, majd EU-tagság) és informális egyeztetési keretet biztosított Lengyelország számára.
Bár főbb politikai céljait – az átmenet és a bővítés stabilizálását, a Franciaország és Németország kelet-közép-európai érdekeinek harmonizálását, Lengyelország euroatlanti integrációjának segítését – betöltötte, politikai, stratégiai és polgári dimenzióiban elmaradt a várakozásoktól, és sokan megkérdőjelezik további létjogosultságát.

## Története

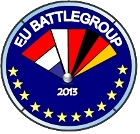
A Weimari Harccsoport jelképe

A hidegháború befejeztével több elgondolás született Európa stabilitásával, jövőbeni működési formájával kapcsolatban. Ezek egyike volt a francia–német kiegyezést háromoldalúra bővítendő, Hans-Dietrich Genscher német külügyminiszter kezdeményezésére 1991. augusztus 28-án elindított „weimari háromszög” koncepció. A három ország külügyminisztereinek (a francia Roland Dumas-nak, a német Hans-Dietrich Genschernek és a lengyel Krzysztof Skubiszewskinek) első találkozójára szimbolikus okból a volt Kelet-Németország városában került sor. A weimari nyilatkozat Európa-víziója az EBEÉ 1990-es Párizsi Chartáját is alapul véve a stabilitás, biztonság és jólét megőrzésében központi szerepet szánt a meglévő európai struktúrák (elsősorban az EK és az Európa Tanács) mellett a „transzatlanti dimenziónak” (USA, NATO) is. A német–francia duó trióvá avanzsálása előrevetítette az európai integráció majdani kibővítését is.
A weimari együttműködés 1992-es ülésén Lengyelország elérte, hogy a NATO európai ágában, a Nyugat-európai Unióban különleges társult státust kaphasson.
2011. július 5-én a három ország Brüsszelben megegyezett az 1700 katonából álló Weimar Harccsoport létrehozásáról, mely 2013-tól vethető be válságövezetekben.
Röviddel a 2014. március 16-án a Krím függetlenségéről szóló népszavazás után a weimari háromszög parlamentjei külügyi bizottságainak vezetői – a francia Elisabeth Guigou, a német Norbert Röttgen és a lengyel Grzegorz Schetyna – Kijevbe látogattak, hogy kifejezzék Ukrajna területi egységével és európai integrációjával kapcsolatos szilárd támogatásukat. Ez volt az első alkalom, hogy a weimari háromszög országainak képviselőt közösen utazzanak el egy harmadik országba.
2016 áprilisában Witold Waszczykowski lengyel külügyminiszter a Gazeta Wyborcza napilapnak azt nyilatkozta, hogy a weimari együttműködés elveszítette jelentőségét országa számára.

## Találkozók

### Külügyminiszteri csúcstalálkozók

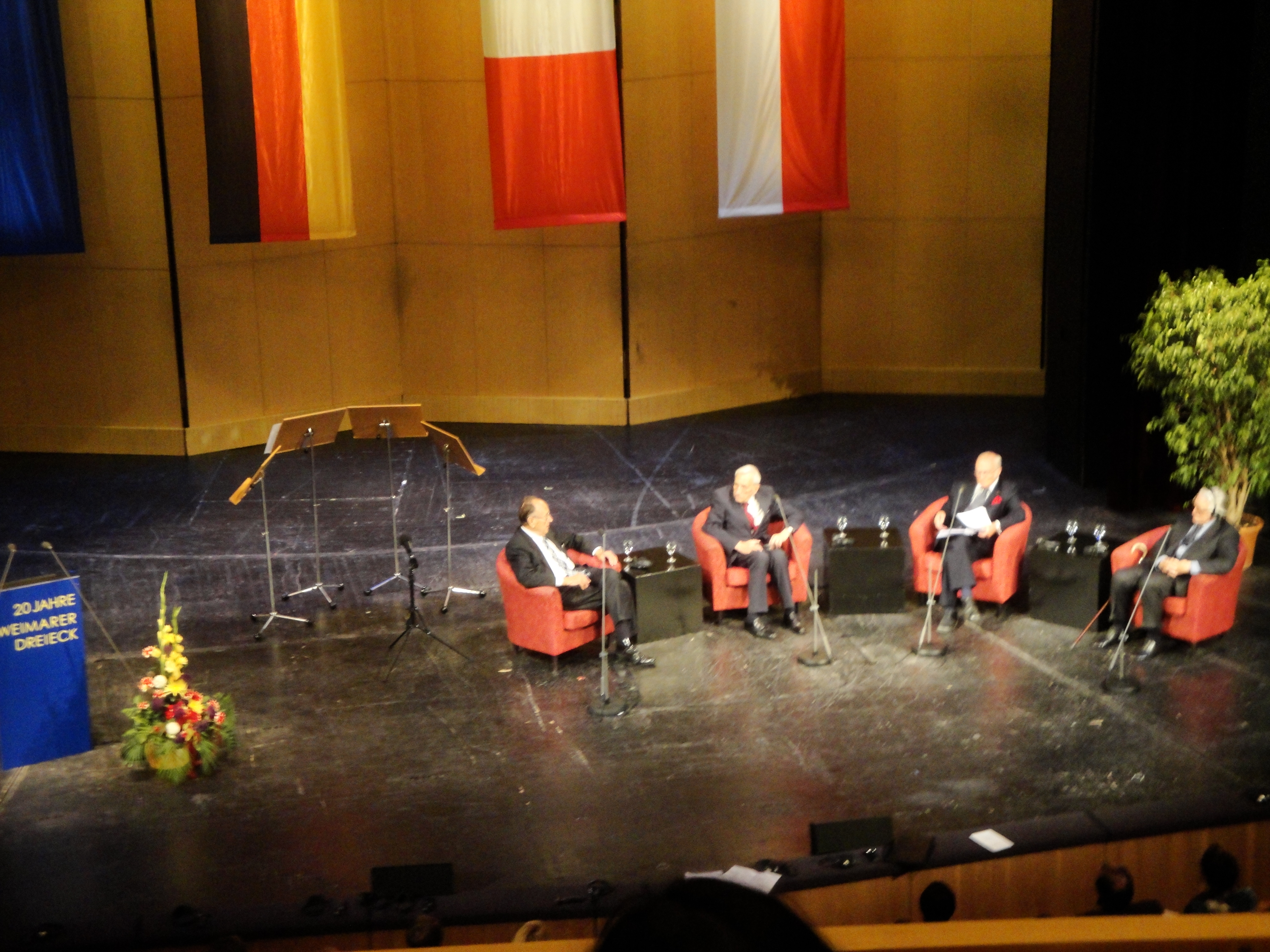
A weimari háromszög 20. évfordulóján pódiumbeszélgetés Hans-Dietrich Genscher (Németország), Tadeusz Mazowiecki (Lengyelország), Klaus-Heinrich Standke (moderátor) és Roland Dumas (Franciaország) között Weimarban, 2011. augusztus 29-én

1. 1991. augusztus 28–29., Weimar, Németország[8]
2. 1992. április 23–24., Bergerac, Franciaország
3. 1993. november 11–12., Varsó, Lengyelország
4. 1994. szeptember 14–15., Bamberg, Németország
5. 1995. október 26., Párizs, Franciaország
6. 1996. december 19., Varsó, Lengyelország
7. 1997. november 19., Frankfurt (Oder), Németország
8. 1999. január 6., Párizs, Franciaország
9. 1999. augusztus 30., Weimar, Németország
10. 2000. június 7., Krakkó, Lengyelország
11. 2002. január 16., Párizs, Franciaország
12. 2004. május 15., Berlin, Németország
13. 2005. június 27., Nancy, Franciaország
14. 2005, Varsó, Lengyelország
15. 2008. június, Párizs, Franciaország
16. 2009. június, Weimar, Németország
17. 2010. április 26–27., Bonn, Németország
18. 2011. május 20., Bydgoszcz, Lengyelország
19. 2012. február 29., Berlin, Németország
20. 2012. június 23., Varsó, Lengyelország
21. 2014. március 31. – április 1., Berlin és Weimar, Németország[9]
22. 2015. április 3., Wrocław, Lengyelország[10]
23. 2016. augusztus 28–29., Weimar és Berlin, Németország[11]

### Államfői csúcstalálkozók
1. 1993. szeptember 21., Gdańsk, Lengyelország
2. 1998. február 21., Poznań, Lengyelország
3. 1999. május 7., Nancy, Franciaország
4. 2001. február 27., Hambach (bei Diez), Németország
5. 2003. május 9., Wrocław, Lengyelország. Néhány nappal a Lengyelország európai uniós csatlakozásáról szóló népszavazás előtt.
6. 2005. május 19., Nancy, Franciaország
7. 2006. december 5., Mettlach, Németország
8. 2011. február 7., Varsó, Lengyelország

A 2006. július 3-i csúcsot elhalasztották a lengyel elnök, Lech Kaczyński rosszullétére hivatkozva, miután a német die tageszeitung karikatúrát jelentetett meg a lengyel elnökről („lengyel újkrumplinak” titulálva).

### Védelmi miniszterek csúcstalálkozói
1. 2006. július 25., Wieliczka, Lengyelország
2. 2007. december 18., Berlin, Németország
3. 2015. március 30., Berlin, Németország[13]

### Az európai ügyekért felelős miniszterek csúcstalálkozói
1. 2015. szeptember 30., Párizs, Franciaország

### Az európai ügyekkel foglalkozó bizottságok közös ülései
1. 2012, Párizs, Franciaország
2. 2013, Gdańsk, Lengyelország
3. 2014. november 14., Berlin, Németország